# Черноок пипил
Черноок пипил (Pipilo erythrophthalmus) е вид птица от семейство Овесаркови (Emberizidae).

## Разпространение и местообитание
Разпространен е в Гватемала, Канада, Мексико и САЩ.